# Asian Development Bank
L'Asian Development Bank (AsDB) è una banca regionale istituita nel 1966 per promuovere lo sviluppo delle nazioni Asiatiche e dell'area del Pacifico, concedendo finanziamenti e consulenza tecnica.

## Finalità
È un'istituzione multilaterale con 67 stati membri, di cui 48 dagli stati della regione e altri 19 di altre regioni del mondo, per lo più paesi a elevato sviluppo.
L'obiettivo della AsDB è lo sviluppo dei paesi membri, la riduzione della povertà e il miglioramento delle condizioni economiche delle popolazioni. Gli sforzi della AsDB sono tesi a migliorare il tenore di vita di 1,9 miliardi di persone che vivono con un reddito di meno di due dollari al giorno. Nonostante gli sforzi realizzati ed alcuni successi conseguiti, in questa zona vivono i due terzi dei poveri di tutto il mondo.
La banca è stata costituita sulla falsariga della Banca Mondiale su iniziativa degli Stati Uniti, del Giappone e di alcuni paesi europei. Il 19 novembre 2002 le è stato riconosciuto lo status di osservatore dell'Assemblea generale delle Nazioni Unite.

## Paesi di Asia e Pacifico
- Afghanistan (1966)
- Armenia (2005)
- Australia (1966)
- Azerbaigian (1999)
- Bangladesh (1973)
- Bhutan (1982)
- Birmania (1973)
- Brunei (2006)
- Cambogia (1966)
- Cina (1986)
- Corea del Sud (1966)
- Figi (1970)
- Filippine (1966)
- Georgia (2007)
- Giappone (1966)
- Hong Kong (1969)
- India (1966)
- Indonesia (1966)
- Isole Cook (1976)
- Isole Marshall (1990)
- Isole Salomone (1973)
- Kazakistan (1994)
- Kiribati (1974)
- Kirghizistan (1994)
- Laos (1966)
- Malaysia (1966)
- Maldive (1978)
- Micronesia (1990)
- Mongolia (1991)
- Nauru (1991)
- Nepal (1966)
- Nuova Zelanda (1966)
- Pakistan (1966)
- Palau (2003)
- Papua Nuova Guinea (1971)
- Samoa (1966)
- Singapore (1966)
- Sri Lanka (1966)
- Tagikistan (1998)
- Thailandia (1966)
- Tonga (1972)
- Turchia (1991)
- Turkmenistan (2000)
- Tuvalu (1993)
- Uzbekistan (1995)
- Vanuatu (1981)
- Vietnam (1966)

## Altri Paesi
- Austria (1966)
- Belgio (1966)
- Canada (1966)
- Danimarca (1966)
- Finlandia (1966)
- Francia (1970)
- Germania (1966)
- Irlanda (2006)
- Italia (1966)
- Lussemburgo (2003)
- Norvegia (1966)
- Paesi Bassi (1966)
- Portogallo (2002)
- Regno Unito (1966)
- Spagna (1986)
- Stati Uniti (1966)
- Svezia (1966)
- Svizzera (1967)